# Senka
Senka (宣化天皇, Senka-tennō, che regnò col nome Takeohirokunioshitate; 467 – Sakurai, 15 marzo 539), conosciuto anche come Senkwa, è stato il 28º imperatore del Giappone secondo il tradizionale ordine di successione.
Le date relative alla vita di questo sovrano non hanno riscontri storici affidabili. Si presume che abbia regnato verso la metà del VI secolo. Gli eventi e le date che lo riguardano sono riportate negli Annali del Giappone (日本紀?, Nihongi o Nihonshoki) e nelle Cronache degli antichi eventi (古事記?, Kojiki), testi che furono compilati all'inizio dell'VIII secolo.

## Biografia
Il suo nome era Takeohirokunioshitate, era figlio dell'imperatore Keitai e della consorte Menokohime, era inoltre fratello di Ankan, il suo predecessore. Nel 536, alla morte del fratello, che non aveva avuto eredi, salì al trono all'età di 69 anni, per restarvi fino alla morte avvenuta nel 539.
Senka non regnò con l'attuale titolo imperiale di "sovrano celeste" (tennō?, 天皇), che secondo buona parte della storiografia fu introdotto per il regno dell'imperatore Tenmu. Il suo titolo fu "grande re che governa tutto quanto sta sotto il cielo" (Sumeramikoto o Amenoshita Shiroshimesu Ōkimi?, 治天下大王), oppure anche "grande re di Yamato" (ヤマト大王/大君).
I clan dell'antica provincia di Yamato, che corrisponde all'attuale prefettura di Nara, costituirono il regno che, nel periodo Kofun (250-538), si espanse conquistando buona parte dei territori delle isole di Honshū, Kyūshū e Shikoku. A seguito di tali conquiste, ai sovrani di Yamato fu riconosciuto il titolo di "grande re" (Ōkimi?, 大王) di Yamato. Fu solo a partire dal VII secolo che il "grande regno" venne chiamato impero, ed il titolo di imperatore fu esteso a tutti i sovrani precedenti della dinastia.
Senka spostò la capitale da Kashihara a Sakurai, due località distanti pochi chilometri dalla capitale 'classica' di quegli anni, Asuka-kyō, nell'odierna prefettura di Nara. Fece costruire il nuovo palazzo reale, chiamato Hinokuma no Iorino, in base alla credenza che risiedere dove il precedente imperatore era morto fosse di cattivo auspicio.
Dopo l'investitura nominò Soga no Iname, capo del potente clan Soga, "grande ministro" (Ōomi?, 臣). Fu il primo grande ministro del clan Soga, le cui origini erano dei regni coreani di Baekje e Goguryeo e la cui religione era il buddhismo. Ebbe così inizio un lunghissimo periodo di lotte per il potere tra questo clan e quelli shintoisti, contrari all'introduzione del buddhismo, dei Mononobe, il cui capo controllava l'esercito, e dei Nakatomi, responsabili delle sacre cerimonie shintoiste di corte.
Il regno di Senka corrispose ad un periodo di grande fermento politico e religioso. La svolta epocale, che avrebbe segnato il futuro del paese, avvenne con l'introduzione "ufficiale" a corte del buddhismo ad opera di una missione di monaci provenienti dal regno coreano di Baekje, secondo alcune fonti nel 538, secondo altre nel 550. Tale dottrina era già penetrata nel paese da qualche secolo, ma fu in questi anni che la casa regnante di Yamato la trasformò nella religione della corte imperiale.
È quindi ipotizzabile che sia stato durante il regno di Senka l'inizio del periodo classico della storia del Giappone, che si inaugurò con il periodo Asuka, anche se gli annali del Giappone (Nihongi?, 日本紀) attribuiscono al regno del suo successore, il fratello Kinmei, l'inizio di tale periodo.
Durante i pochi anni in cui regnò, furono pochi gli avvenimenti degni di rilievo, fra questi ci fu l'invio di un'armata in Corea, che riuscì a salvare i regni alleati di Baekje e di Gaya dall'invasione delle armate del regno di Silla.
Senka morì nel 539 nel suo palazzo a Sakurai, e gli succedette Kinmei, che era l'erede naturale di Keitai, l'unico figlio che questi ebbe dalla principessa consorte. Senka viene tuttora venerato nel mausoleo Musa no Tsukisaka no e no misasagi di Nara dove, secondo l'agenzia della casa imperiale, il suo corpo venne sepolto. A causa degli scarsi dati storici disponibili, il reale sito dove sono custodite le sue spoglie è oggetto di controversia.

## Discendenza
Senka ebbe una consorte principale ed almeno altre due consorti di livello inferiore:
- Principessa Tachibana no Nakatsu, figlia dell'imperatore Ninken e dell'imperatrice Kasuga no oho Iratsume; elevata al rango di imperatrice consorte nel 536, gli diede quattro figli:
  - Principessa Ishi Hime, che sarebbe diventata la principessa consorte dell'imperatore Kinmei
  - Principessa Koishi Hime
  - Principessa Kura no Wayaka-Hime, consorte di livello inferiore dello stesso imperatore Kinmei
  - Principe Kamu-Uyea
- Principessa Ohoshi Kahachi no Wakugo-Hime, consorte di livello inferiore, gli diede un figlio:
  - Principe Honowo
- Un'altra consorte di livello inferiore, il cui nome non è riportato nelle fonti antiche, che gli diede una figlia:
  - Principessa Hikage, consorte di livello inferiore di Kinmei